# Mediglia
Mediglia település Olaszországban, Lombardia régióban, Milánó megyében. Lakosainak száma 12 278 fő (2023. január 1.). Mediglia Colturano, Pantigliate, Peschiera Borromeo, San Donato Milanese, Settala, Tribiano, Dresano, San Giuliano Milanese és Paullo községekkel határos.

## Népesség
A település lakossága az elmúlt években az alábbi módon változott:
| Lakosok száma | 12 123 | 12 198 | 12 151 | 12 278 |
|               | 2013   | 2017   | 2018   | 2023   |